# Dubník
Dubník (in ungherese Csúz) è un comune della Slovacchia facente parte del distretto di Nové Zámky, nella regione di Nitra.